# Prêmio Bancroft
O Prêmio Bancroft foi dotada pela Sra. J. A. Bancroft em 1968 para a instrução e a pesquisa na ciência da geologia, destinado àqueles que contribuíram para a compreensão e a apreciação pública do assunto.
É concedido a cada dois anos pela Sociedade Real do Canadá em memória de Joseph Austin Bancroft (1882-1957),  professor da Universidade  McGill de 1913 a 1929.
A distinção é um diploma e uma soma de $ 2.500 em dinheiro.

## Laureados[1]
- 1968 - John Tuzo Wilson
- 1970 - David M. Baird
- 1975 - E.R. Ward Neale
- 1976 - Roger Blais
- 1978 - Frank Kenneth North
- 1980 - William W. Hutchison
- 1982 - Christopher R. Barnes
- 1984 - Jack G. Souther
- 1986 - Derek York
- 1990 - Steven D. Scott
- 1992 - Godfrey S. Nowlan
- 1994 - Alan V. Morgan
- 1996 - Dale A. Russell
- 2000 - Jan Veizer
- 2002 - John J. Clague
- 2004 - William Richard Peltier
- 2006 - David Dunlop
- 2008 - Anthony E. Williams-Jones
- 2010 - Frank Hawthorne
- 2014 - Guy Narbonne
- 2016 - Lorraine Code